# Дадли (Џорџија)
Дадли (Џорџија) (енгл. Dudley) град је у америчкој савезној држави Џорџија. По попису становништва из 2010. у њему је живело 571 становника.

## Демографија
Према попису становништва из 2010. у граду је живело 571 становника, што је 124 (27,7%) становника више него 2000. године.
| Група             | 2000.       | 2010.       |
| Белци             | 378 (84,6%) | 468 (82,0%) |
| Афроамериканци    | 61 (13,6%)  | 89 (15,6%)  |
| Азијати           | 0 (0,0%)    | 0 (0,0%)    |
| Хиспаноамериканци | 1 (0,2%)    | 10 (1,8%)   |
| Укупно            | 447         | 571         |